# مانفرد آر ریچارد
مانفرد آر ریچارد (انگلیسی: Manfred R. Schroeder؛ زاده ۱۲ ژوئیه ۱۹۲۶ درگذشته ۲۸ دسامبر ۲۰۰۹) یک فیزیک‌دان اهل آلمان بود.